# 581-й истребительный авиационный полк ПВО

581-й истребительный авиационный полк ПВО (581-й иап ПВО) — воинская часть истребительной авиации ПВО, принимавшая участие в боевых действиях Великой Отечественной войны.

## Наименования полка
- 581-й истребительный авиационный полк ПВО[1][2].
- 826-й истребительный авиационный полк ПВО[1][2];
- Войсковая часть (полевая почта) 21916[1][2].

## История и боевой путь полка
581-й истребительный авиационный полк сформирован в период с 1 по 20 октября 1941 года при 4-м запасном авиационном полку Орловского военного округа в городе Моршанске Тамбовской области по штату 015/174 на самолётах И-16. Личный состав для комплектования полка поступил из 67-го (1-я эскадрилья в полном составе) и 166-го иап, а также переменного состава 4-го зиап.
20 октября 1941 года полк убыл в г. Борисоглебск в распоряжение командования истребительной авиации ПВО ТС. 11 ноября 1941 года вошёл в состав 101-й истребительной авиадивизии ПВО. 26 декабря 1941 года приступил к боевой работе на самолётах И-16 в составе 101-й истребительной авиадивизии ПВО Воронежско-Борисоглебского района ПВО (оперативно подчинялась командованию Юго-Западного фронта).
Первая известная воздушная победа полка в Отечественной войне одержана 31 марта 1942 года: командир полка майор Афанасьев И. Г. в воздушном бою в районе ст. Валуйки сбил немецкий бомбардировщик Junkers Ju 88.
23 мая 1942 года полк переименован в 826-й истребительный авиационный полк ПВО.
Всего в составе действующей армии полк находился: с 26 декабря 1941 года по 1 мая 1942 года.

## Командир полка
- капитан, майор Афанасьев Иван Григорьевич (погиб)[1]01.10.1941 — 05.07.1942

## Лётчики-асы полка
Лётчики-асы полк, сбившие более 5 самолётов противника в воздушных боях.
| Фамилия, имя отчество               | Награды | Сбито самолётов (+ в группе) | Примечание |
| ----------------------------------- | ------- | ---------------------------- | --- |
| Пчёлкин Александр Иванович          |         | 12 + 1                       | Лётчик полка: сентябрь 1941 — июль 1942. Боевых вылетов: 387; воздушных боёв: 61. Умер 2 марта 1976 г.                                                                                           |
| Шкурупий Алексей Тарасович          |         | 6 + 2                        | Лётчик полка: декабрь 1941 — август 1942. Боевых вылетов: 422. Один самолёт противника сбит таранным ударом.                                                                                     |
| Карпов Константин Фёдорович         |         | 5 + 2                        | Лётчик полка: декабрь 1941 — январь 1943. Две воздушных победы одержаны в ночном вылете. |
| Кононов Николай Васильевич          |         | 5 + 0                        | Лётчик полка: ноябрь 1941—1943. Пропал без вести 28 апреля 1944 г. Не вернулся с боевого задания.                                                                                                |
| Курдгелашвили Дженшер Александрович |         | 6 + 0                        | Лётчик полка: октябрь 1941—1943. Боевых вылетов: 230 (01.04.1943). Не вернулся с боевого задания 24 августа 1944 г. Попал в плен, позднее умер в лагере для военнопленных (дата не установлена). |